# Нові Світлана Ігорівна
Світла́на І́горівна Нові (нар. 16 січня 1934, Алмати — пом. 11 листопада 2021, Київ) — радянський, український кінооператор. Лауреат премії ім. М. В. Ломоносова АН СРСР (1968). Заслужений діяч мистецтв УРСР (1988).

## Життєпис
Народилася 16 січня 1934 р. в м. Алмати в родині службовця. Закінчила операторський факультет Всесоюзного державного інституту кінематографії (1958). Працювала на Свердловській кіностудії.
З 1960 р. — оператор студії «Київнаукфільм».
Член Національної Спілки кінематографістів України.
Померла 11 листопада 2021 року в Києві, через 10 днів після смерті свого чоловіка, кінорежисера Юрія Тищенка.

## Фільмографія
Операторські роботи:
- «Техніка безпеки електромонтажних робіт»
- «У птахівників радгоспу „Южний“»
- «Нашому тренеру» (1962, Диплом та «Кришталевий кубок» Міжнародного кінофестивалю спортивних фільмів, Кортіна д'Ампеццо, 1963)
- «Завдання вирішує кібернетика»
- «Про грозу, тітку Марту, грозозахист і Дрімайло» (1963)
- «Безпека праці в хімічній лабораторії» (1964)
- «Як будується траулер»
- «Імпульсний реактор на швидких нейтронах»
- «Дивокамінь»
- «Юрій Шумський»
- «Легенда про Карадаг» (1965)
- «Шлях до антиречовини» (1966, премія ім. М. В. Ломоносова, 1967, Перша премія і Диплом зонального огляду, Тбілісі, 1967)
- «Золота комора» (1967)
- «Роздуми про хаос і гармонію» (1968)
- «Радянська наука»
- «Сільські силуети» (1969)
- «В цьому прекрасному і шаленому світі»
- «Кримські пейзажі»
- «Олександр Корнійчук» (1970)
- «Бегемот та сонце» (1972, мультфільм)
- «Пригоди жирафки» (1973, мультфільм)
- «Мишеня, яке хотіло бути схожим на людину» (1973, мультфільм)
- «Шосте почуття» (1974, у співавт., Почесний диплом XXIX Конгресу МАНК, Амстердам, Голландія, 1975)
- «Розповіді про науку» (1978, Головний Приз Міжнародного кінофестивалю, Белград, 1980, Диплом XVI Міжнародного кінофестивалю, ЧССР, 1978)
- «Про фаталіста, волюнтариста та філософію» (1979)
- «До тепла земних надр»
- «Здійснення мрії. Корольов» (1980)
- «Мені страшно малювати маму» (1984)
- «Гра» (1985, мультфільм)
- «Біла арена» (1987, мультфільм)
- «Пам'яті загиблих споруд» (1988)
- «Осінній вальс» (1989, мультфільм)
- «А правда нас вільними зробить» (1990)
- «Страсті-мордасті» (мультфільм)
- «Колобок»
- «Кам'яні історії» (1991, мультфільм)
- «Доторкання»
- «Українці. Любов» (1992)
- Фільми з документального циклу «Невідома Україна. Лікарська справа в Україні» (1993): «Він врятував нас від чуми» (фільм 7), «Найкращі… серед повитух» (фільм 9), «Чи повернеться лікар?» (фільм 10), «Пам'ятай про життя» (фільм 12); «Михайло Грушевський. Фільм 86» в документальному циклі «Невідома Україна. Нариси нашої історії» (1993, у співавт.)
- «Про Дуків Срібляників і Хвеська Ганджу Андибера» (1994)
- «Грицеві писанки» (1995, мультфільм, у співавт.)
- «Тополя» (1996, мультфільм, у співавт.)
- «Ходить Гарбуз по городу...» (1997, мультфільм, у співавт.) та ін.